# Мазурский канал
Мазу́рский кана́л (пол. Kanał Mazurski; нем. Masurischer Kanal) — недостроенный водный путь в бывшей Восточной Пруссии, который должен был связать Большие Мазурские озёра с Балтийским морем через реки Лава, Преголя и Калининградский залив.
Ныне Мазурский канал расположен на территории двух государств — Российской Федерации (Калининградская область) и Польши. В настоящее время канал как водный путь не действует.

## Предыстория проекта
Идея создания судоходного пути от Больших Мазурских озёр до Балтийского моря через реку Прегель возникла во второй половине XVII в, когда военный инженер-картограф на прусской службе Юзеф Наронович-Наронский картографировал район Больших Мазурских озёр, а его преемник Самуэль Суходолец (Суходольски) разработал проекты каналов между Мазурскими озёрами и предложил несколько вариантов водного пути, связывающего их с Прегелем. Но к реализации этой идеи приступили только столетие спустя. По инициативе обер-президента Восточной Пруссии Иоганна Фридриха фон Домхардта на основе одного из вариантов С. Суходольца был разработан и принят проект судоходного пути от озера Мауэрзе до Прегеля по его притоку — реке Ангерапп. В 1764 году на Ангерапп начались строительные работы. Однако при выпрямлении и углублении русла этой сильноизвилистой и порожистой реки возникли большие технические трудности. Выделенных средств стало не хватать, и с 1775 г. проект был заброшен.
К этой идее вновь вернулись в середине XIX в. В 1862 году был разработан новый проект водного пути, основным элементом которого стал судоходный канал с шестью наклонными сухопутными рампами, по которым суда передвигались бы на специальных рельсовых тележках с помощью канатных фуникулёров. Канал длиной 51,5 км связывал бы оз. Мауэрзе с рекой Алле в районе города Алленбург и был назван «Алленбургским». Таким способом суда водоизмещением до 100 тонн могли бы преодолевать разницу высот около 111 м между Мауэрзе и Алле. Кроме того, предлагалось у подножия рамп возвести гидроэлектростанции для питания приводов фуникулёров, а также для хозяйственных нужд.
В 1874 году прусский парламент утвердил проект канала и выделил на его строительство 9 млн. золотых марок из расчёта бесплатного предоставления земельных участков на трассе канала. Однако многие землевладельцы отказались отдавать землю бесплатно, из-за чего согласование проекта затянулось. Кроме того, с появлением парового двигателя изменилась транспортная политика государства. Приоритет был отдан развитию железных дорог и дальнейшее финансирование проекта канала прекратилось.
В конце 1880-х гг. вопрос о канале снова был поднят по инициативе фермеров и купечества Мазурского поозёрья, заинтересованных в сбыте товаров на север Восточной Пруссии и далее по морю в Германию. В 1892 году парламент Пруссии рассмотрел новый проект канала, получившего название «Мазурский». Согласно ему предлагалось построить 7 шлюзов. Полезные размеры камер шлюзов по длине, ширине и минимальной глубине составляли 45,0×6,5×2,0 м, что соответствовало стандартам внутренних водных путей Германии для судов Finowmaß и позволяло повысить пропускную способность канала.
Однако в процессе согласования проекта выявилась, и была признана неприемлемой его чрезмерная дороговизна. Возникли также опасения, что из-за высокой скорости стока воды из Мауэрзе (6 м³/с) в озере будет трудно поддерживать необходимый для судоходства уровень воды.

## Проект
В 1907 году на рассмотрение прусского парламента был представлен окончательный проект. В нём трасса канала была проложена через озеро Резауэрзе, а общая длина канала составила 50,4 км.
В проекте было решено отказаться от строительства гидроэлектростанций и основную функцию канала определить как транспортную. Число шлюзов было увеличено до десяти, при этом расход воды на шлюзование был значительно снижен благодаря уменьшению напоров шлюзов и оснащению их сберегательными бассейнами, что позволило снизить скорость стока воды из озёр в канал до 3 м³/с. В новом проекте полезная ширина камер шлюзов была увеличена с 6,5 м до 7,5 м, а минимальная глубина с 2,0 до 2,5 м, что давало возможность шлюзоваться судам Groß Finowmaß водоизмещением до 270 т.
Шлюзы получили названия близлежащих посёлков (в скобках указаны в метрах значения напоров шлюзов — номинальное и мин./макс. при сезонных колебаниях уровней воды в Алле, Резауэрзе и Мауэрзе. Нумерация шлюзов приведена от устья канала):
1. Allenburg I (Mündungsschleuse) / Дружба I, (5,3/8,2)
2. Allenburg II (Bahnhofschluse) / Дружба II, (8,0)
3. Groß Allendorf (12,0)
4. Wilhelmshof (7,5)
5. Georgenfelde / Озерки (15,5)
6. Langenfeld / Długopole (6,5)
7. Klein Bajohren / Bajory Małe (10,5)
8. Sandhof / Piaski (10,3/11,4).
9. Unterschleuse Fürstenau / Leśniewo Dolne (15,9/17,0)
10. Oberschleuse Fürstenau / Leśniewo Górne (16,1/17,1)

По проекту планировалось также построить через канал 32 автодорожных, 5 железнодорожных мостов и около 80 различных объектов инфраструктуры канала. Кроме того, канал должен был выполнять защитную и дренажную функции.

## Строительство канала
В 1908 году прусский ландтаг утвердил проект и выделил на строительство канала 14,7 млн золотых марок. Затем в течение двух лет были проведены геодезические работы, разработана детальная проектная документация, а также созданы два строительных управления в Инстербурге для руководства строительством и инвестициями на северном и южном участках канала. Длина участков составила соответственно 28,0 и 22,4 км. К строительству канала привлекли компании Philipp Holzmann и Dyckerhoff & Widmann, имевших опыт возведения гидротехнических сооружений и тяжёлую строительную технику.
Строительство канала началось в апреле 1911 г. Однако в 1914 году все работы были остановлены в связи с начавшейся Первой мировой войной. К этому времени было выполнено около 75 % земляных работ и начато строительство трёх шлюзов.
Строительство канала возобновилось только в 1920 году, но затем снова прервалось из-за тяжелейшего экономического кризиса и гиперинфляции, разразившихся в Германии. Но даже в этих условиях в связи со строительством Мазурского канала правительство Пруссии приняло дорогостоящий сопутствующий проект модернизации судоходных параметров рек Алле и Прегеля под стандарты внутренних водных путей Германии для судов класса Finowmaß.
В 1929 году в связи с мировым экономическим кризисом строительство Мазурского канала было снова прервано.
Работы на Мазурском канале возобновились в 1934 году после прихода к власти в Германии национал-социалистов. В ходе строительства впервые были применены экскаваторы и бетононасосы, а в производстве и монтаже стальных конструкций — сварка вместо клёпки. Для увеличения пропускной способности канала его русло было расширено с 12 до 23 м и углублено до 2,5 м. Вместо железобетонных мостов стали строить стальные на фермах Пратта с более длинными и высокими пролётами.
С началом войны с Советским Союзом строительство канала замедлилось из-за нехватки стройматериалов и рабочей силы, а в 1942 году после начавшегося наступления советских войск оно было полностью прекращено. К этому времени готовность канала и его гидротехнических устройств составляла около 70 %. Северный участок был полностью заполнен водой, южный — частично.

## Канал во время Второй мировой войны и в послевоенный период
В 1944 году советские войска вошли на территорию Восточной Пруссии. В начале 1945 г. при своём отступлении вермахт взорвал все мосты через канал (кроме одного автодорожного на северном участке канала). Но все шлюзы, ворота безопасности и дамбы канала на участках, уже наполненных водой, остались нетронутыми.
После окончания Второй мировой войны и капитуляции Германии по решению Потсдамской конференции в 1945 году территория Восточной Пруссии была поделена между Советским Союзом и Польшей, что привело к разделу канала. В ноябре 1945 г. в Польше было создано Государственное управление водного хозяйства (PZW) и в его ведение перешла польская часть Мазурского канала. Таким образом, были обеспечены техническое обслуживание и контроль за безопасностью шлюза Пяски/Зандхоф и дамб на участках канала, наполненных водой.
Осенью 1946 г. в Калининградской области также была создана аналогичная структура — Калининградский технический участок пути Министерства речного флота СССР (сейчас «Гвардейский район водных путей и судоходства»). В его ведение передали советскую часть Мазурского канала.
В 1957 году был ратифицирован договор о межгосударственной границе между Польской Народной Республикой и СССР. Таким образом, длина советской части Мазурского канала составила 30,0 км, польской — 20,4 км. Затем в Калининградской области была проведена демаркация границы на местности и начато строительство системы инженерных сооружений погранвойск СССР. Вследствие этого, Мазурский канал перегородила земляная дамба с контрольно-следовой полосой и рядами колючей проволоки.
В июле 1958 г. в Варшаве состоялась конференция представителей Министерства водных путей и судоходства Польши и Министерства водных путей СССР, на которой восстановление Мазурского канала было признано нецелесообразным.
В середине 1960-х гг., вероятно, из-за отсутствия технического обслуживания и неисправности части гидротехнических устройств, вода из советской части канала ушла. Вследствие этого в 1975 г. Мазурский канал и р. Лава были исключены из Реестра внутренних водных путей СССР и фактически заброшены. После распада Советского Союза и бездействия местных властей в 1990-х гг. часть гидротехнического оборудования шлюзов была демонтирована.
В то же время польская часть Мазурского канала и до настоящего времени остаётся под надзором Регионального управления водного хозяйства в Белостоке (Regionalny Zarząd Gospodarki Wodnej w Białymstoku), которое осуществляет охрану и техническое обслуживание гидротехнических сооружений канала. Мазурский канал является популярным туристическим объектом, здесь активно развивается инфраструктура туризма и отдыха.
- Шлюз №1 Алленбург I. Дружба, Калининградская область
- Шлюз №1 Алленбург I, нижние ворота. Дружба, Калининградская область
- Шлюз №2 Алленбург II, нижняя голова. Дружба, Калининградская область
- Шлюз №2 Алленбург II, камера и нижние ворота. Дружба, Калининградская область
- Шлюз №3, Гросс Аллендорф. Калининградская область
- Единственный уцелевший в войне автодорожный мост. Калининградская область
- Обезвоженное русло Мазурского канала. Калининградская область
- Шлюз №4 Вильгельмсхоф, камера. Новобийское, Калининградская область
- Шлюз №5 Георгенфельде, нижняя голова вид снизу. Озерки, Калининградская область
- Шлюз №5 Георгенфельде, нижняя голова. Озерки, Калининградская область
- Шлюз №5 Георгенфельде, камера. Озерки, Калининградская область
- Шлюз №5 Георгенфельде, в камере шлюза. Озерки, Калининградская область
- Мазурский канал. Калининградская область
- Мазурский канал зимой. Калининградская область
- Недостроенный шлюз №6 Лангенфельд. Длугополе, Польша
- Шлюз №7 Кляйн Байорен. Байоры Малэ, Польша
- Шлюз № 8 Зандхоф. Пяски, Польша
- Машинный зал шлюза №8 Зандхоф. Пяски, Польша
- Недостроенный шлюз №9 Унтер Фюрстенау. Лешьнево, Польша
- Недостроенный шлюз №10 Обер Фюрстенау. Лешьнево, Польша
- Шлюз №10 Обер Фюрстенау, нижняя голова. Лешьнево, Польша